# Parque nacional de las Emas
El Parque Nacional de las Emas (En portugués: Parque Nacional das Emas) es parque nacional y Patrimonio de la Humanidad de la Unesco. Se encuentra en la parte sur del estados de Goiás, próximo a la frontera con el de Mato Grosso do Sul en Brasil, en las coordenadas 17º50’—18º15’S y 52º39’—53º10’O. Forma parte del conjunto de Parques nacionales de Brasil administrados por el Instituto Chico Mendes para la Conservación de la Biodiversidad.